# 用人
用人（ようにん）は、江戸時代の武家の職制のひとつで、主君の用向きを家中に伝達して、庶務を司ることを主たる役目とし、有能な者から選ばれることが多かった。御用人（ごようにん）とも。

## 概要
用人には、側用人（御側御用取次）・公用人・広敷用人・物頭用人・番頭用人・留守居用人・表用人と呼ばれる用人が知られている。広義の用人にはこれらの全てが含まれるが、ここでは主に狭義の用人の意味について解説する。

### 役目
用人は、主君の用向きを伝えることを主たる役目とするが、側用人が設置されている諸藩・大身旗本にあっては、側用人は、主君の「私事・家政の用向き」を伝え、相手方と折衝して庶務を司ることを主な役目とする。
一方の用人は、主君の「公的な用向き」を藩内・家中に伝えて、相手方と折衝して庶務を司ることを役目とする。藩主の公的な用向きを藩内・家中に伝えるのが公用人ではないので、注意が必要である。

## 江戸幕府の用人
江戸幕府においては単体で「用人」と呼ばれる役職は確認できないが、名称に「用人」がつく役職は存在し、広敷用人や若年寄支配下の役職に御台所様用人や御簾中様用人、姫様方用人という役職が存在した。姫様方用人は主人である将軍家の娘や養女が嫁いだ後も主人が死ぬまで幕臣として在職した。また、御三卿各家にも用人が存在した。

### 旗本の用人
交代寄合・高家以外の江戸幕府の旗本にあっては、原則としてその家中に家老・年寄は設置されず、用人は、諸藩の家老と同じ職権を持つ重臣であるのが通例であり、その旗本家において最高の役職名となる。例えば、500石級の旗本では、用人の定数は1名が一般的である。

## 諸藩の用人
江戸時代初期には、用人職を設置しない、または同じ業務内容で別の役職が存在する藩も珍しくなかったが、『用人』とは別の呼称で呼んでいて、後に『用人』と改称する藩が出てくるなど、泰平の世となり、いわば事務屋・連絡役・折衝役としての性格を持つ用人は、多くの諸藩に設置されるようになり、武鑑では全国諸藩において用人を掲載しており、仙台藩や米沢藩、萩藩などの用人職がない藩は用人相当職を用人として掲載している。また、側用人と未分化の藩も存在した。
大きな藩では、用人の地位は重臣とは言えず、藩主・老職などの公的な用向きを関係方面に伝えて、折衝して庶務を司ることを役目とする。小さな藩では、用人は家老に次ぐ重臣であって、家老の職務全般を補佐していることが多い。時には用人身分のままで加判の列に加わることもあった。ただし、江戸時代中期以降は財政難の為か大きい藩においても物頭や番頭、江戸留守居が用人を兼務するところもあり、藩によっては物頭用人や番頭用人、小姓頭用人が存在する場合もある。
用人の地位は、全国諸藩においてまちまちであるが、大雑把に云って、大藩であるほど上級家臣の中でその地位は相対的に高くなく、小藩であるほどその地位は相対的に高い傾向があることは疑いがない。諸藩の用人は、いずれも馬上を許された上級家臣である。また、諸藩に仕えたの高禄の重臣は、その家臣として陪臣身分となる用人を召し抱えていた。
一部の藩では藩校の校長や助教授に用人職や用人格を兼務させており、用人として武鑑に記載される場合もあった。例えば米沢藩の神保綱忠や飫肥藩の安井息軒がこれにあたる。